# Laurent-Josse Le Clerc
Pour les articles homonymes, voir Le Clerc.
Laurent-Josse Le Clerc, aussi écrit Laurent Josse Leclerc, est un abbé, philologue, historien, directeur du séminaire de Saint-Irénée de Lyon, né à Paris le 22 août 1677, et mort à Lyon le 6 mai 1736 .

## Biographie
Laurent-Josse Le Clerc est le troisième enfant du graveur Sébastien Le Clerc.
Il a embrassé l'état ecclésiastique et a été admis dans la compagnie des prêtres de Saint-Sulpice. Il a été ordonné prêtre en décembre 1702 et reçu licencié en Sorbonne au début de l'année 1704. Il est destiné pa ses supérieurs d'enseigner la théologie. Il la professe au séminaire de Tulle pendant trois ans, puis dans le séminaire d'Orléans pendant treize années.
Après le séjour pendant quinze ans à Orléans, il est envoyé à Lyon en octobre 1722 pour diriger le séminaire Saint-Irénée. Il a passé ses deux dernières années dans une espèce de langueur qui ne lui a pas permis d'autre travail que celui de son ministère.
Ses activités de l'ont pas empêché de cultiver les belles-lettres et l'histoire littéraire qui sont les sujets de la plupart de ses ouvrages.
Il est mort à Lyon d'une inflammation de poitrine le 6 mai 1736. Il est inhumé dans la chapelle du séminaire de Lyon à La Croix-Paquet.

## Publications
- Remarques sur divers articles du premier volume du Dictionnaire de Morery de l'édition de 1718, Orléans, 1719
- Remarques sur le second volume, Orléans, 1720
- Remarques sur le troisième volume, Orléans, 1721
- Bibliothèque du Richelet ou abrégé de la vie des auteurs citez dans ce dictionnaire, Lyon, 1728
- Dissertation touchant l'Auteur du Symbole, Quicumque par un licencié de la Sorbonne, Lyon, 1730
- Lettre critique sur le Dictionnaire de Bayle avec une préface qui contient un jugement de ce Dictionnaire, La Haye (Lyon), 1732
- Lettre au Père Étienne Souciet, jésuite, Mémoires de Trévoux, mais 1736, p. 1058 dans laquelle il prend la défense de son père Sébastien Le Clerc
- Lettre de M. le prêtre du diocèse de Riez, à M... chanoine d'Arles, sur ce qui est dit des saints Fauste de Riez et Césaire d'Arles, dans l'Histoirelittéraire de la France, Mémoires de Trévoux, juillet 1736, 2e partie, p. 1541

Il a aussi composé d'autres ouvrages qui n'ont pas été imprimés : Histoire des papes, Chronologie des rois de France de la première race, abrégé de la vie de son père avec le catalogue de ses ouvrages, traité du plagiat, apologie du P. Labbe